# Kanton Levens
Der Kanton Levens war von 1793 bis 2015 ein französischer Wahlkreis im Arrondissement Nizza, im Département Alpes-Maritimes und in der Region Provence-Alpes-Côte d’Azur. Hauptort (frz.: chef-lieu) war Levens. Vertreter im Generalrat des Départements war zuletzt von 1989 bis 2015 Alain Frère (UMP). 
Der Kanton war 103,75 km² groß und hatte 21.321 Einwohner (Stand 2012). 

## Gemeinden
| Gemeinde            | Einwohner Jahr | Fläche km² | Bevölkerungsdichte | Code INSEE | Postleitzahl |
| ------------------- | -------------- | ---------- | ------------------ | ---------- | ------------ |
| Aspremont           | 2.162 (2013)   | 9,44       | 229 Einw./km²      | 06006      | 06790        |
| Castagniers         | 1.537 (2013)   | 7,52       | 204 Einw./km²      | 06034      | 06670        |
| Colomars            | 3.322 (2013)   | 6,72       | 494 Einw./km²      | 06046      | 06670        |
| Duranus             | 154 (2013)     | 16,1       | 10 Einw./km²       | 06055      | 06670        |
| Levens              | 4.819 (2013)   | 29,85      | 161 Einw./km²      | 06075      | 06670        |
| La Roquette-sur-Var | 889 (2013)     | 3,99       | 223 Einw./km²      | 06109      | 06670        |
| Saint-Blaise        | 996 (2013)     | 8,04       | 124 Einw./km²      | 06117      | 06670        |
| Saint-Martin-du-Var | 2.735 (2013)   | 5,59       | 489 Einw./km²      | 06126      | 06670        |
| Tourrette-Levens    | 4.794 (2013)   | 16,5       | 291 Einw./km²      | 06147      | 06670        |